# Kolos z Rodos (film)
Kolos z Rodos (wł. Il colosso di Rodi) – włosko-hiszpańsko-francuski historyczny film przygodowy z 1961 roku w reżyserii Sergia Leone, nakręcony w języku angielskim. Pierwszy pełnometrażowy autorski film w dorobku reżysera, późniejszego twórcy gatunku spaghetti western. Wcześniej, w 1959 Leone przejął obowiązki reżyserskie, zastępując Mario Bonnarda podczas powstawania filmu Ostatnie dni Pompei.

## Fabuła
Akcja filmu ma miejsce w 290 r. p.n.e. na wyspie Rodos. W miejscowe intrygi wplątany zostaje, przybyły na wyspę z kontynentu, Darios (Rory Calhoun). Na wyspie dochodzi do niepokojów, a grupa spiskowców pod wodzą Pelioklesa (Georges Marchal) dąży do obalenia miejscowego tyrana.

## Obsada
Na podstawie materiałów źródłowych.
- Rory Calhoun jako Darios
- Lea Massari jako Diala
- George Marchal jako Peliokles
- Conrado Sanmartin jako Thar/Tireo
- Angel Aranda jako Koros
- Mabel Karr jako Mirte
- Jorge Rigaud jako Lissipo
- Félix Fernández jako Carete
- Mimmo Palmara jako Ares
- Roberto Camardiel jako król Serse
- Alfio Caltabiano jako Kreont

## Produkcja i premiera
Scenariusz napisali Sergio Leone oraz Ennio De Concini, Cesare Seccia, Luciano Martino, Ageo Savioli, Luciano Chitarrini i Carlo Gualtieri.
Muzykę do filmu skomponował Angelo Francesco Lavagnino, zmontował go Eraldo Da Roma, autorem zdjęć był Antonio L. Ballesteros, scenografii Ramiro Gómez, a kostiumów Vittorio Rossi. Jego producentem był Michele Scaglione. Dystrybuowany był przez MGM.
Zdjęcia do filmu kręcono w Hiszpanii (m.in. w Laredo, Manzanares el Real, Ciudad Encantada, Luarca) oraz w studiu we Włoszech. Na potrzeby filmu stworzono gigantycznego plastikowego Kolosa Rodyjskiego.
Trwający 127 minut film miał swoją premierę w listopadzie 1961 roku.
W rolach głównych wystąpili: Rory Calhoun, Lea Massari oraz Georges Marchal.

## Odbiór
Recenzent „The New York Times” dostrzegał walory wizualne filmu, uznał go jednakże za absurdalny pod względem fabuły. Stwierdził, że w filmie Sergio Leone „krew leje się jak woda”.
W serwisie Rotten Tomatoes wynik filmu to 57%, przy średniej ocenie 6,1/10.